# Ronald Paulson
Pour les articles homonymes, voir Paulson.
Ronald Howard Paulson, né le 27 mai 1930 à Bottineau dans le Dakota du Nord et mort le 7 août 2024 à Baltimore, est un professeur d’anglais, spécialiste de l’art, de la culture anglaise du XVIIIe siècle, et de l’artiste anglais William Hogarth.

## Biographie

### Éducation
Paulson obtient un baccalauréat ès arts de l'université Yale en 1952, où il est associé au journal humoristique The Yale Record. Il obtient son doctorat à Yale en 1958. 

### Carrière académique
Ronald Paulson enseigne et assume plusieurs postes dans l'administration de différentes universités aux États-Unis, dont l'Université de l'Illinois à Urbana-Champaign de 1959 à 1963 ainsi qu'à l'Université Rice de 1963 à 1967.
Il est président du département d'anglais de l'Université Johns-Hopkins de 1967 à 1975. De 1975 à 1984, il est professeur à l'Université Yale et directeur des études supérieures au département d'anglais de 1976 à 1983 et directeur du British Studies Program de 1976 à 1984.
Il retourne à l'Université Johns-Hopkins en 1984, où il occupe le poste de directeur du département de 1985 à 1991.
Il est membre du comité de rédaction de la revue scientifique ELH (en) (English Literary History) et rédacteur en chef de 1985 à 2004 ; il a siégé aux comités de rédaction des revues SEL: Studies in English Literature 1500–1900 (en), PMLA; Eighteenth-Century Studies (en) et The Johns Hopkins University Press.

## Honneurs
Il est titulaire de la chaire Andrew W. Mellon en sciences humaines à l'Université Johns Hopkins de 1973 à 1975 et est titulaire de la chaire Mayer en sciences humaines depuis 1985. Il est membre des comités académiques et consultatifs et du conseil d'administration du Centre d'art britannique de Yale et du Paul Mellon Centre for British Art à Londres de 1975 à 1984. Il est également boursier Guggenheim (1965-66, 1986-87), Senior Fellow NEH (1977-78) et membre de la Fondation Rockefeller (1978, 1987).
En 1988, il voyage avec plusieurs humoristes des États-Unis en Union soviétique dans le cadre d'un échange culturel.

## Publications
- Theme and Structure in Swift's 'Tale of a Tub' (1960)
- Hogarth's Graphic Works (1965)
- The Fictions of Satire (1967)
- Satire and the Novel in Eighteenth-Century England (1967)
- Hogarth: His Life, Art, and Times (1971)[2]
- Rowlandson: A New Interpretation (1972)
- Emblem and Expression: Meaning in English Art of the Eighteenth Century (1975)
- The Art of Hogarth (1975)
- Popular and Polite Art in the Age of Hogarth and Fielding (1979)
- Literary Landscape: Turner and Constable (1982)
- Representations of Revolution (1789–1820) (1983)[6]
- Book and Painting: Shakespeare, Milton, and the Bible (1983)
- Breaking and Remaking: Aesthetic Practice in England, 1700–1820 (1989)
- Hogarth's Graphic Works (rewritten and reset) (1989)
- Figure & Abstraction in Contemporary Painting (1990)
- Hogarth, Vols. 1–3 (1991–93)[7]
- The Beautiful, Novel, and Strange: Aesthetics and Heterodoxy (1997)
- The Analysis of Beauty (editor) (1997)[8]
- Don Quixote in England: The Aesthetics of Laughter (1998)[9]
- The Life of Henry Fielding (2000)
- Hogarth's Harlot: Sacred Parody in Enlightenment England (2003)
- Sin and Evil: Moral Values in Literature (2006)
- The Art of Riot in England and America (2010)